# 埃琳·安布罗斯
埃琳·安布罗斯（英語：Erin Ambrose，1994年4月30日—），加拿大女子冰球运动员，场上位置是后卫。她曾代表加拿大国家队参加2022年冬季奥林匹克运动会冰球比赛，获得一枚金牌。